# Cratere Pickering (Luna)
Pickering è un cratere lunare di 15,4 km situato nella parte sud-orientale della faccia visibile della Luna.
Il cratere è dedicato ai fratelli astronomi statunitensi Edward Charles e William Henry Pickering.